# Parafia Zwiastowania Przenajświętszej Bogurodzicy i św. Jana Teologa w Supraślu
Parafia Zwiastowania Przenajświętszej Bogurodzicy i św. Jana Teologa – parafia prawosławna w Supraślu, w dekanacie Białystok należącym do diecezji białostocko-gdańskiej.
Na terenie parafii funkcjonują 4 cerkwie i 1 kaplica:
- cerkiew Zwiastowania Przenajświętszej Bogurodzicy w Supraślu – parafialna i jednocześnie główna klasztorna
- cerkiew św. Antoniego Supraskiego w Supraślu – klasztorna
- cerkiew św. Jana Teologa w Supraślu – klasztorna
- cerkiew św. Łukasza Biskupa Krymu w Łaźniach – filialna
- kaplica św. Jerzego Zwycięzcy w Supraślu – cmentarna

W Karakulach budowana jest cerkiew filialna pw. Ikony Matki Bożej „Życiodajne Źródło”.

## Historia
Dzieje prawosławia w dzisiejszym Supraślu sięgają przełomu XV i XVI wieku, kiedy na tym terenie rozpoczął działalność męski monaster, przeniesiony z Gródka. W 1915 wskutek działań wojennych mnisi (z większą częścią ludności prawosławnej) udali się w głąb Rosji. Po odzyskaniu przez Polskę niepodległości i powrocie prawosławnych z bieżeństwa monaster wznowił działalność, jednak już w 1922 władze państwowe relegowały mnichów, a budynki klasztorne przekazały salezjanom. Od tej pory tylko kaplica cmentarna św. Jerzego w Podsupraślu należała nadal do Kościoła prawosławnego, jednak dopiero w 1927 zezwolono na odprawianie tam nabożeństw. W owym czasie supraska społeczność prawosławna podlegała parafii w Wasilkowie i była obsługiwana przez tamtejszych duchownych, głównie ks. mitrata Aleksego Mularczyka, który od 1929 większość czasu spędzał w Supraślu (mimo początkowego sprzeciwu władz) i opiekował się wspólnotą do 1970. Pod koniec II wojny światowej, wycofujący się z Supraśla Niemcy wysadzili w powietrze główną cerkiew klasztorną (Zwiastowania Bogurodzicy), natomiast w najmniej zniszczonych, prowizorycznie odrestaurowanych budynkach monasterskich urządzono po wojnie szkołę rolniczą. W 1958 prawosławni po kilkunastoletnich staraniach odzyskali definitywnie cerkiew św. Jana Teologa (przeznaczoną przez władze do rozbiórki), a w latach osiemdziesiątych również pozostałe obiekty. W latach 1971–1984 społecznością opiekował się ks. Aleksander Makal. W 1984 reaktywowano w Supraślu prawosławny monaster oraz przyklasztorną parafię, która weszła w skład dekanatu białostockiego diecezji białostocko-gdańskiej. Rozpoczęto, zapoczątkowaną przez o. ihumena Mirona (Chodakowskiego) i kontynuowaną przez archimandrytę Gabriela (Gibę), odbudowę (trwającą do tej pory) cerkwi Zwiastowania Bogurodzicy, która znów stała się główną świątynią klasztorną, a także parafialną. Cerkiew św. Jana Teologa pełni obecnie funkcje pomocnicze zarówno dla monasteru jak i parafii.
13 kwietnia 2014 w należącej do parafii wsi Łaźnie rozpoczęto budowę cerkwi filialnej pod wezwaniem św. Łukasza Biskupa Krymu. Pierwsza Liturgia w nowej świątyni sprawowana była w uroczystość patronalną 11 czerwca 2014. Obecnie trwają prace wykończeniowe w cerkwi (m.in. związane ze stolarką drzwiową i okienną, budową pięciu kopuł i urządzeniem wnętrza). Obiekt został poświęcony 22 czerwca 2019 r.
W 2015 w południowym budynku monasterskim urządzono cerkiew pod wezwaniem św. Antoniego Supraskiego. Pierwsza Boska Liturgia w nowej świątyni była celebrowana 22 marca tegoż roku.

## Zasięg terytorialny i liczba wiernych
W 1937 supraska wspólnota prawosławna (ok. 390 rodzin – 1630 osób) zamieszkiwała – oprócz miasta – okoliczne wsie: Cieliczanka, Ogrodniczki, Ciasne, Karakule, Nowodworce, Kolonie: Sadowy Stok, Jałówka, Ożynnik w powiecie białostockim oraz wsie i kolonie Surażkowo, Sokołda, Łaźnie, Podłaźnie, Krzemienne, Konne, Międzyrzecze i Woronicze w powiecie sokólskim.
Obecnie do parafii należą: Supraśl, Sowlany, Nowodworce, Ogrodniczki, Cieliczanka, Karakule, Ciasne, Turo, Surażkowo, Sokołda, Podsokołda, Łaźnie, Podłaźnie, Pieczonka, Sadowy Stok, Jałówka, Woronicze, Stok i Ożynnik.

## Wykaz proboszczów
- 1984 – ks. Aleksander Makal
- 1984–1998 – o. ihumen Miron (Chodakowski)
- 2000–2008 – archimandryta Gabriel (Giba)
- 2008–2010 – p.o. biskup Grzegorz (Charkiewicz)
- od 2010 – ihumen (od 2012 archimandryta, a od 2017 biskup) Andrzej (Borkowski)

## Obiekty sakralne w Supraślu
- Cerkiew Zwiastowania Przenajświętszej Bogurodzicy – renesansowa, obronna, wzniesiona w latach 1503–1511, zburzona w 1944, odbudowywana od 1985. Obecnie główna świątynia klasztorna i parafialna. W krypcie cerkwi spoczywa arcybiskup Miron (Chodakowski), który w latach 1984–1998 był przełożonym supraskiego monasteru.
- Cerkiew św. Jana Teologa – wzniesiona w 1888 na terenie monasteru. W 1922 wraz ze wszystkimi obiektami klasztornymi przekazana salezjanom. Od 1942 ponownie użytkowana przez prawosławnych, z przerwą w latach 1954–1956. Oficjalnie odzyskana dopiero w 1958. Obecnie pełni rolę świątyni pomocniczej zarówno monasteru, jak i parafii.
- Cerkiew św. Antoniego Supraskiego – w budynku monasterskim, czynna od 2015. Upamiętnia 500-lecie męczeńskiej śmierci patrona.
- Kaplica św. Jerzego Zwycięzcy – murowana, wzniesiona w 1901 na cmentarzu w Podsupraślu. W latach 1922–1942 i 1954–1956 była jedyną czynną świątynią supraskiej wspólnoty prawosławnej; następnie powróciła do pierwotnej funkcji kaplicy cmentarnej.

## Pozostałe obiekty sakralne

### Łaźnie
- Cerkiew św. Łukasza Biskupa Krymu – filialna, drewniana, budowana od 2014, poświęcona 22 czerwca 2019 r. Pierwsza w Polsce świątynia dedykowana arcybiskupowi Łukaszowi (Wojno-Jasienieckiemu), świętemu prawosławnemu polskiego pochodzenia. Od listopada 2017 r. w cerkwi są regularnie celebrowane Święte Liturgie (w drugą niedzielę miesiąca)[11][8].

### Karakule
- Cerkiew Ikony Matki Bożej „Życiodajne Źródło” – filialna; w budowie[3][12].

## Galeria

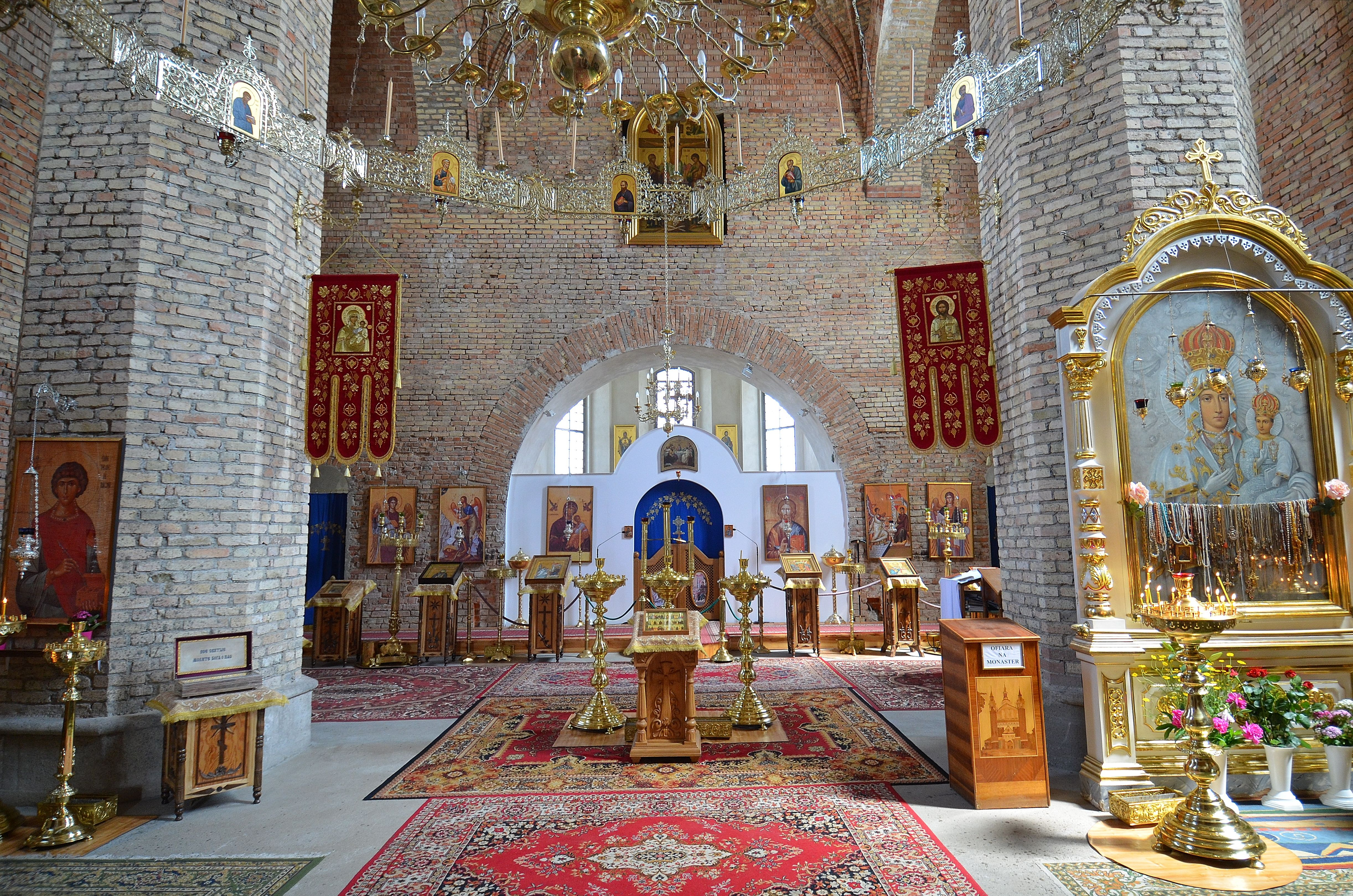
Wnętrze cerkwi Zwiastowania Bogurodzicy
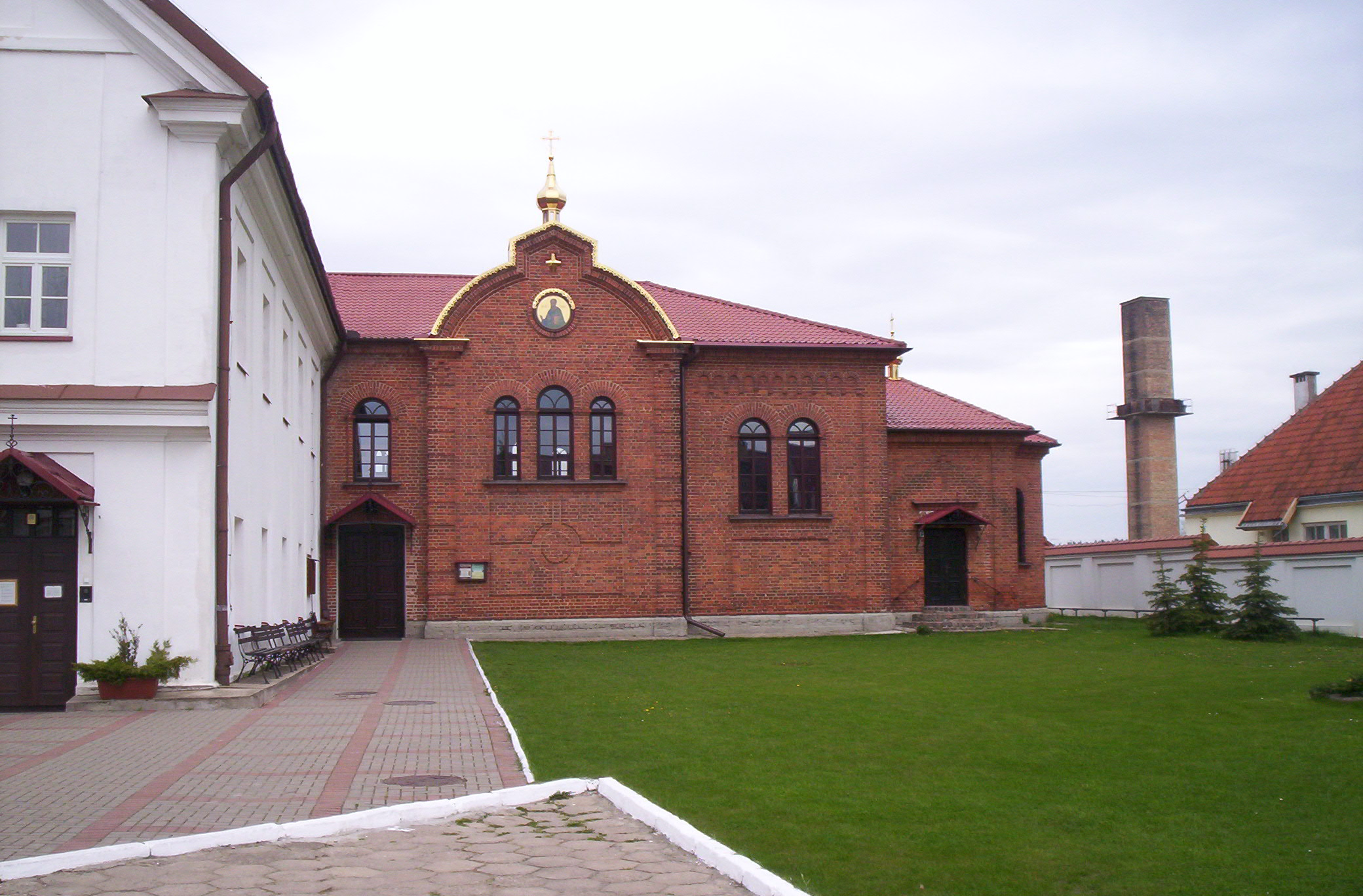
Cerkiew pomocnicza św. Jana Teologa
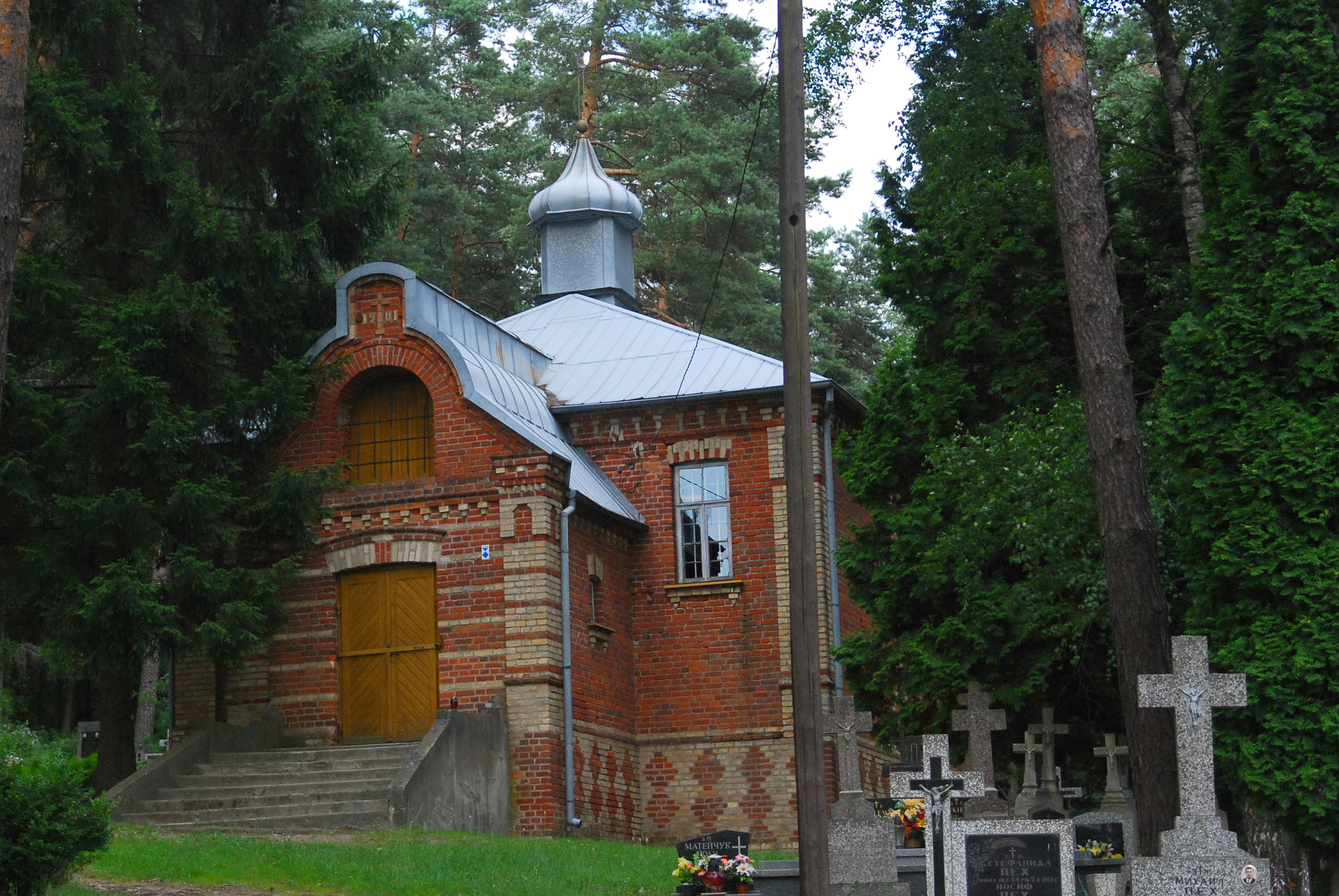
Kaplica cmentarna św. Jerzego Zwycięzcy
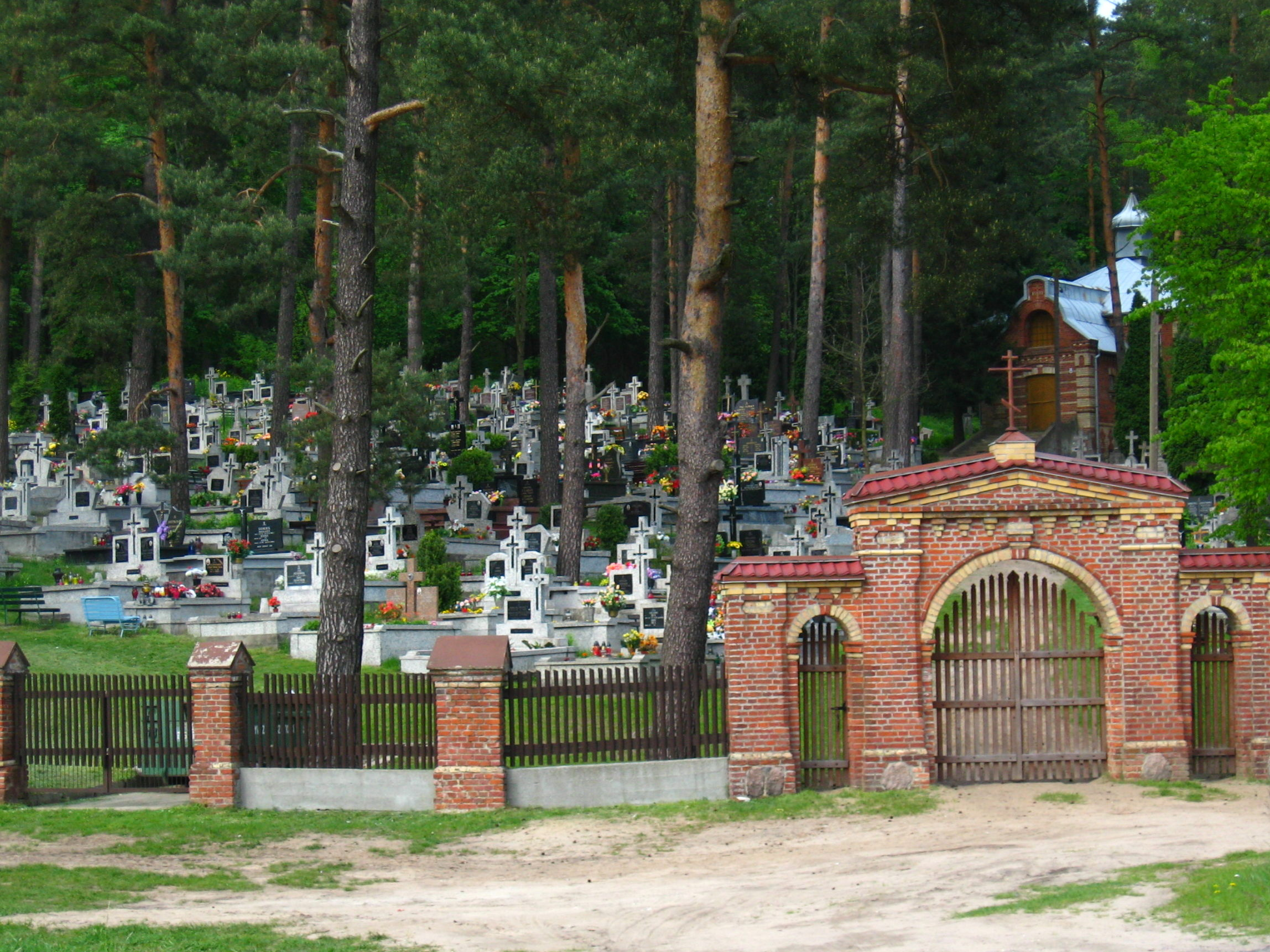
Cmentarz parafialny
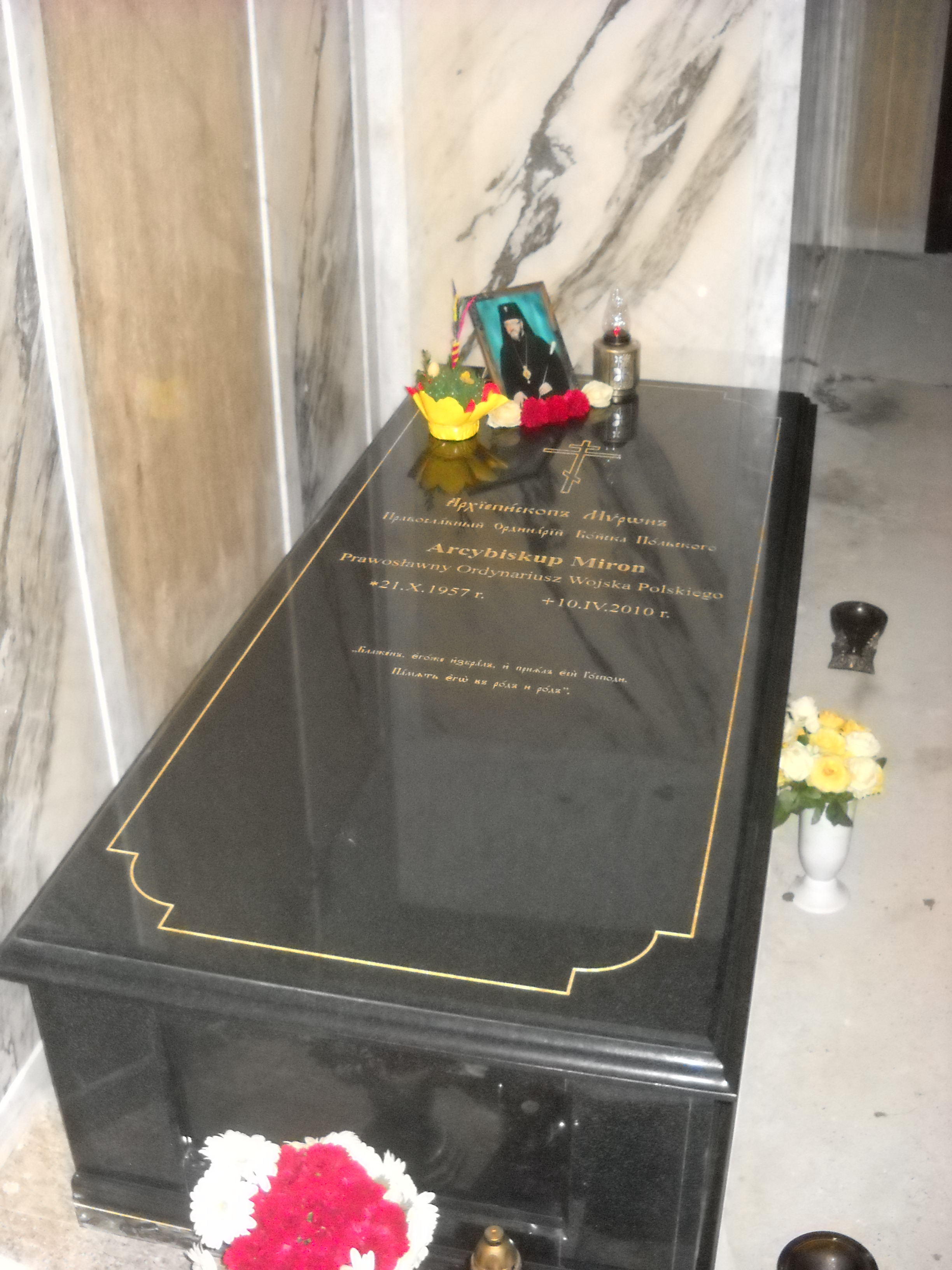
Grób arcybiskupa Mirona (Chodakowskiego) w krypcie cerkwi Zwiastowania Bogurodzicy